# Clavariadelphus pistillaris
Clavaire en pilon
Espèce

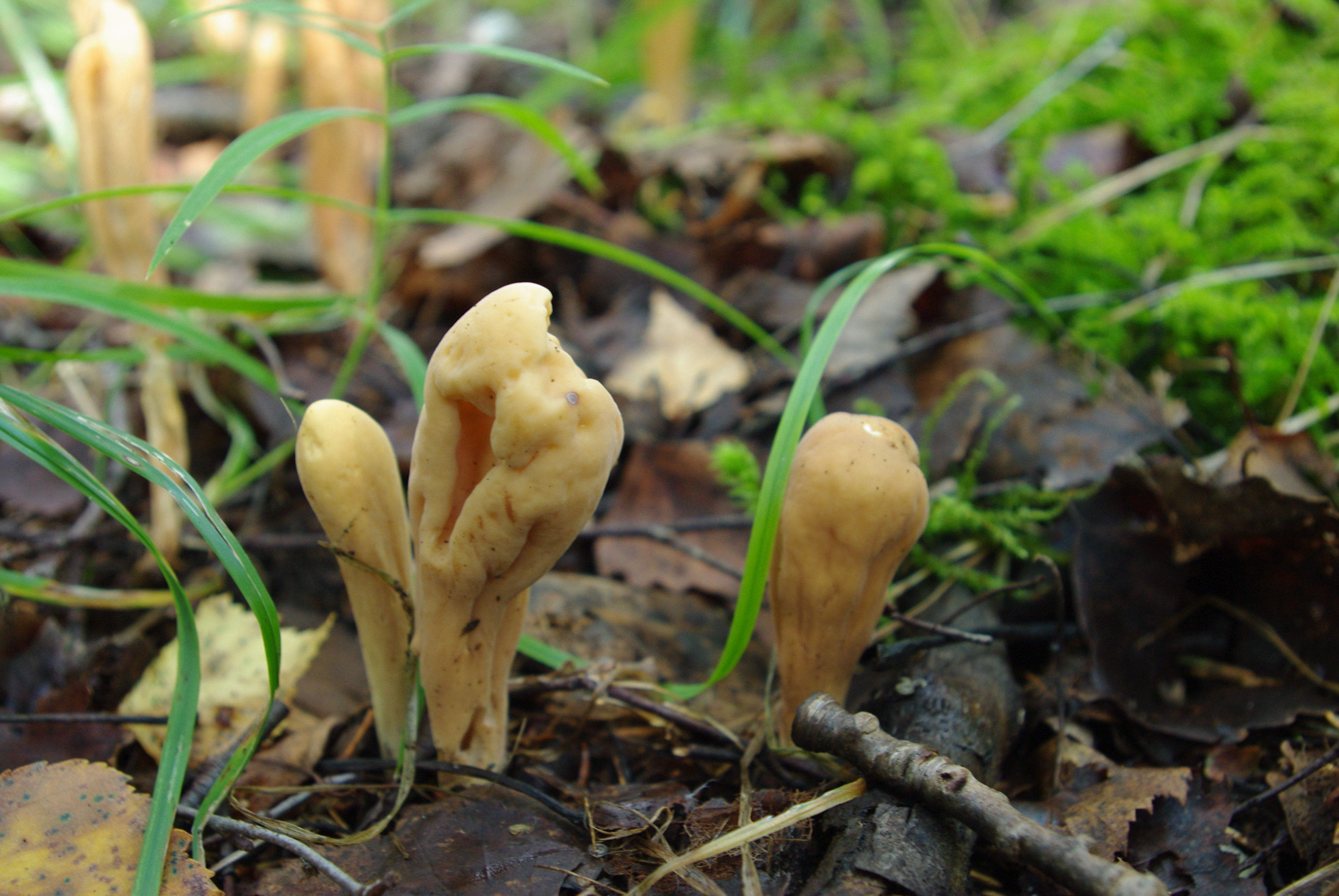
Clavariadelphus pistillaris, Pays Baltes

Clavariadelphus pistillaris, la Clavaire en pilon, est un champignon basidiomycète de la famille des Clavariadelphaceae.

## Description
Couleur brun-jaune. Hauteur 10 à 20 cm.

## Biologie
Mycorhizique (symbiote).

## Habitat
Dans les forêts de feuillus.

## Aire de répartition
Europe et Asie. Europe: subméridionale à boréale.

## Synonyme
- Clavaria pistillaris